# Вечеславци
Вечеславци (словен. Večeslavci, мађ. Vasvecsés) су насељено место у општини Рогашовци, Помурска регија, Словенија.

## Историја
До територијалне реорганизације у Словенији били су у саставу старе општине Мурска Собота.

## Становништво
У попису становништва из 2011. године, Вечеславци су имали 360 становника.
| Број становника према пописима | Број становника према пописима | Број становника према пописима |
| ------------------------------ | ------------------------------ | ------------------------------ |
| 1991                           | 2002                           | 2011                           |
| 460                            | 393                            | 360                            |

## Галерија
- сеоски крст
- знамење